# Andrés Bedoya
Andrés Bedoya (Lima, Perú, 10 de noviembre de 1928-8 de febrero de 1961) fue un futbolista  peruano que jugaba como defensa solo en el equipo el chalaco y la selección. Fue integrante de la selección de fútbol de Perú y considerado como uno de los mejores marcadores de punta de la historia del fútbol peruano.
Era un lateral derecho de esmirriado físico pero gran habilidad para la anticipación, pues solía ser muy preciso en la recuperación de balones por su sector, además de poseer una muy buena proyección ofensiva. Muy tempranamente en su carrera emigró a Colombia durante la época de "El Dorado" para enrolarse al 
Deportivo Independiente Medellín formando parte del famoso plantel conocido como "La Danza del Sol" que contaba hasta con doce jugadores peruanos en sus filas. Luego pasó por el Huracán Fútbol Club de Medellín, de la misma ciudad, para posteriormente regresar a Perú e integrarse al Club Atlético Chalaco. Con aquel club fue parte del equipo denominado "El Ballet Porteño" que fue subcampeón de la Liga Peruana en Campeonato Peruano de Fútbol de 1957 y en el Campeonato Peruano de Fútbol de 1958.
Con la selección peruana participó en las Copas América de 1953, 1955 y 1956.

## Trayectoria
Se inició en la Escuela Vitarte del distrito de Ate-Vitarte, su localidad natal. En 1949 llegó al Independiente de Medellín en la época conocida como El Dorado junto con otros jugadores peruanos formando parte de un plantel que fue conocido como "La Danza del Sol" por contar hasta con 12 futbolistas peruanos en sus filas. En 1951 pasaría al Huracán de Medellín para luego regresar al Perú.
De vuelta en su país jugó en el Atlético Chalaco siendo titular indiscutible en el lateral derecho del denominado ‘Ballet Porteño’ donde destacaban Adolfo Riquelme (campeón de América en 1953), el "Tano" Bártoli, Luis Portanova, Germán Colunga, René Rosasco, Félix Mina, entre otros. Con este equipo fue subcampeón de los torneos peruanos de 1957 y 1958.
En 1959 una tuberculosis lo obligaría a un inesperado retiro de las canchas. Falleció el 8 de febrero de 1961 en el hospital Hipólito Unanue.

## Selección nacional
Fue internacional con la selección de fútbol del Perú en seis ocasiones. Debutó el 17 de septiembre de 1954, en un encuentro por la Copa del Pacífico ante la selección de Chile.

### Participaciones en Copa América
| Copa                         | Sede  | Resultado |
| ---------------------------- | ----- | --------- |
| Campeonato Sudamericano 1953 | Perú  | Quinto    |
| Campeonato Sudamericano 1955 | Chile | Tercero   |

## Clubes
| Club                      | País     | Año       |
| ------------------------- | -------- | --------- |
| Escuela Vitarte           | Perú     | 1948      |
| Independiente de Medellín | Colombia | 1949-1950 |
| Huracán de Medellín       | Colombia | 1951      |
| Atlético Chalaco          | Perú     | 1951-1958 |